# Ahmed Kattawi
Ahmed Kattawi (tiếng Ả Rập: أحمد قطاوي; sinh ngày 8 tháng 4 năm 1991)  là một cầu thủ bóng đá người Ai Cập hiện tại thi đấu cho Tala'ea El-Gaish. Anh là sản phẩm của học viện trẻ Zamalek SC. Kattawi có màn ra mắt ở mùa giải 2010–2011, sau đó anh chuyển đến Tala'ea El-Gaish năm 2013.